# Modus vivendi
Modus vivendi  лат. (изговор: модус вивенди). Начин живљења.

## Значење
У општем смислу модус вивенди је споразум који омогућава сарадњу упркос међусобном неслагању. Споразум између оних који међусобно нису сагласни по неким најважнијим питањима (сагласни да нису сагласни).

## Дипломатско значење
Овај израз је примјерен међународној дипломатској кореспонденцији. Он је инструмент за успостављање међународног споразума привременог карактера, са намјером да постигне компромисну сагласност, која ће, сазријевањем ситуације, бити замјењена чврстим споразумом као што је међународни уговор. Обично је обликован неформално, па тако никада не захтјева законску ратификацију. Примирја која имају намјеру да постану мир су увијек у форми „модус вивенди“.

### Примјер
Након стицања независности Кувајта  1961.г. и територијалних претензија Ирака , међународном интервенцијом формално је призната независност Кувајта успостављањем  модус вивенди.

## У филозофији
Фундаменталан је у политичкој филозофији многих мислиоца. (Џон Греј , Волтер ...)